# 사장 (경영)
사장(社長)은 회사의 고위 임원이다. 회장과 동일하나 대규모 기업집단에서는 혼동되어 사용되기도 한다. 최고책임자를 총수라고 하나 총수 대신 사장이 최고책임자를 이행하기도 하기 때문이다.